# Warszawska Wytwórnia Wódek „Koneser”
Warszawska Wytwórnia Wódek „Koneser” – kompleks budynków fabrycznych z końca XIX wieku na warszawskiej Pradze-Północ, w którym znajdowała się wytwórnia wódek. Kompleks stanowi przykład europejskiej architektury przemysłowej z przełomu XIX i XX wieku.

## Lokalizacja
Cały zespół fabryczny zajmował powierzchnię około 50 tys. m² między ulicami Ząbkowską, Nieporęcką, Białostocką i Markowską. 

## Architektura
Zabudowania z czerwonej cegły nawiązują do stylu gotyckiego – wąskie okna, charakterystyczne gzymsy, strzeliste wieżyczki i łukowate sklepienia stropów. Szczególną urodą odznacza się brama główna od strony ulicy Ząbkowskiej. Projekt architektoniczny przypisuje się L. Iwanowskiemu oraz K. Loewegowi. 

## Historia

### Powstanie obiektu
Najstarsze zabudowania Warszawskiej Wytwórni Wódek „Koneser” powstały w latach 1895-1897. Teren fabryki zajmowały początkowo dwa oddzielne zakłady: Rektyfikacja Warszawska (prywatny podmiot powołany z inicjatywy polsko-rosyjskiego Warszawskiego Towarzystwa Oczyszczania i Sprzedaży Spirytusu) i Warszawski Skarbowy Skład Win (Warszawskij Kazionnyj Winnyj Skład – rosyjskie przedsiębiorstwo państwowe). Oba przedsiębiorstwa działały w ścisłej symbiozie – pierwsze było odpowiedzialne za oczyszczanie spirytusu, drugie za produkcję z niego trunku. W 1919 roku zwierzchnictwo nad całym kompleksem przejął Państwowy Monopol Spirytusowy (formalnie, dopiero w 1936 roku wykupiono z prywatnych rąk Rektyfikację Warszawską, czyniąc zakład w całości znacjonalizowanym). 
Na obszarze wytwórni poza budynkami przemysłowymi znajdowały się również: magazyny, kotłownia, warsztaty, a także obiekty mieszkalne i szkoła. Teren pod zabudowę nowej fabryki został sprzedany przez Emila Bruhla, którego rodzina odkupiła ziemię od potomków Szmula Zbytkowera. Warszawska Wytwórnia Wódek „Koneser” była jedną z pierwszych zelektryfikowanych, stołecznych fabryk i należała do grupy najbardziej zaawansowanych technologicznie zakładów produkcyjnych w Warszawie. Wyposażona była w szereg urządzeń pomocniczych, jak: kotły i maszyny parowe do wody oraz spirytusu, baterie filtracyjne, przyrządy do automatycznego mieszania i rozlewania trunku do butelek, windy hydrauliczne i ręczne, a także wewnętrzny system żelaznych kolejek. Z pobliskiej linii kolejowej od Dworca Wileńskiego (dawniej Dworca Petersburskiego) do zakładu doprowadzono bocznicę. O wysokim stopniu technicznego postępu fabryki może świadczyć fakt zobowiązania się właścicieli Rektyfikacji Warszawskiej do oczyszczania miliona wiader spirytusu rocznie.

### 1919−1945
Lata świetności Wytwórni Wódek „Koneser” przypadają na dwudziestolecie międzywojenne. Wówczas w fabryce zatrudnionych było ponad 400 osób, a jej możliwości produkcyjne osiągnęły ćwierć miliona butelek trunku na dobę. Działający pod nazwą Państwowy Monopol Spirytusowy – Rektyfikacja Spirytusu i Wytwórnia Wódek zakład (stąd przyjęte potocznie określenie fabryki – Monopol) w latach 20. XX wieku wytwarzał powszechnie rozpoznawalne do dziś na rynku spirytusowym marki wódek: Wyborową, Luksusową, Żubrówkę, Żytniówkę, CTAPKA (pisanej cyrylicą) oraz Siwuchę. W procesie produkcyjnym wykorzystywano wodę oligoceńską z jednego z pierwszych w Warszawie ujęć (położonego na terenie fabryki). Rozwój zakładu przerwał wybuch II wojny światowej, w wyniku którego znacząco ograniczono wytwarzanie alkoholu. W latach okupacji fabryka podlegała Generalnej Dyrekcji Monopoli w Generalnym Gubernatorstwie. Produkcję wstrzymano w 1944 roku.

### Okres powojenny
Po II wojnie światowej dopiero realizacja planów z 1947 roku, zakładających rewitalizację zniszczonej infrastruktury fabryki (głównie naprawę lub wymianę maszyn produkcyjnych) i przejęcie przedsiębiorstwa przez Warszawskie Zakłady Przemysłu Spirytusowego Polmos stworzyły możliwość wznowienia produkcji. W „Koneserze” na Ząbkowskiej opracowano recepturę wielu znanych w kraju i za granicą marek alkoholi, m.in. Koneser Starka, Metropolis, Winiak Klubowy, Targowa, Oleńka, Kniejówka, Zagłoba.  Proces produkcyjny trwał nieprzerwanie od lat 50. aż do minionej dekady, kiedy to pogarszająca się sytuacja przedsiębiorstwa – znaczący spadek produkcji oraz kłopoty finansowe – doprowadziły do likwidacji fabryki w 2007 roku, której produkcja jest kontynuowana przez Warszawską Wytwórnię Wódek Koneser - Koneser Warsaw Vodka Factory Jarosława Nowociela w Warce.

### Współczesność
Po przejęciu terenu fabryki przez BBI Development w 2006 roku zmienił się pomysł  na zagospodarowanie dawnego zakładu. Idea Centrum Praskiego Koneser obejmowała rewitalizację pofabrycznych zabudowań i stworzenie integralnej tkanki miejskiej na obszarze starej fabryki. Zaplanowano aranżację loftów, budowę obiektów mieszkalnych, biurowych i handlowych. W 2018 roku w budynku rektyfikacji zostało otwarte Muzeum Polskiej Wódki. 
W 2017 placowi znajdującemu się w centralnej części kompleksu nadano nazwę plac Konesera.